# Julio Velasco
Julio Velasco, född 9 april 1952 i La Plata, är en argentinsk volleybolltränare och tidigare volleybollspelare. Velasco var tränare för Argentinas herrlandslag i volleyboll 2014-2018.